# 33 Camelopardalis
33 Camelopardalis är en vit stjärna i stjärnbilden Kusken. Stjärnan har visuell magnitud +7,15 och kräver fältkikare för att kunna observeras. Den befinner sig på ett avstånd av ungefär 735 ljusår.
Den engelske astronomen John Flamsteed katalogiserade den som 33 Camelopardali Heveliana i sin sammanställning av Flamsteed-objekt. Namnet har tidvis fortsatt att användas fastän stjärnan inte ligger inom Giraffens stjärnbild (Camelopardalis på latin), utan i Kusken. Stjärnan anges ofta med sin HD-beteckning, som är HD 39724.